# Кулямас
Кулямас (көләмәс) — жанр башкирського фольклору, жартівливий прозовий твір з неочікуваним і парадоксальним фіналом. Поширений у фольклорі багатьох народів.

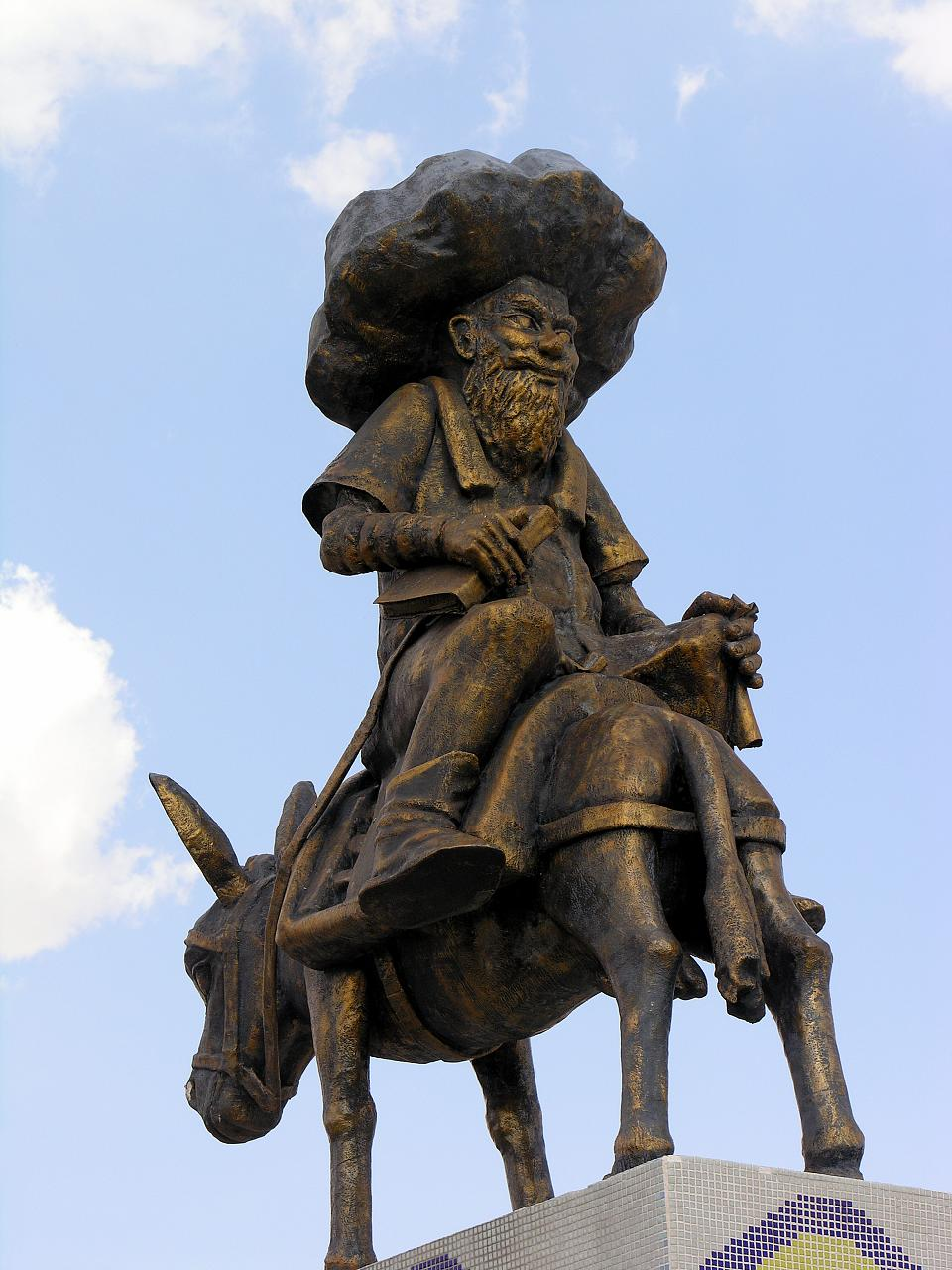
Пам'ятник Ходжі Насреддину в Енишехирі (Турция)

Бакширські  кулямаси висміюють такі недоліки людського характеру як обмеженість, жадібність, лінь, марнославство, а також недоліки суспільства — несправедливість, зазнайсто, корупцію і бюрократію.
Головним героєм кулямасу зазвичай є розумний і винахідливий персонаж.
Найпоширенішими є кулямаси про Алдара, Еренсе-сесена,  Ходжу Насреддіна, Шомбая. В кулямасі в більшості випадків взаємодіють не більше двох персонажів. Об'єктом гумору і осудження виступають як видумані і узагальнені явища і характери (простаки і дурні, правляча верхівка людей і духовенства), так і реальні люди.  
Кулямас відрізняється стрункістю, лаконічність і чіткістю викладки матеріалу. Структура складається з зав'язки і розв'язки. 
За формою, змістом і функція кулямас близький до анекдоту. 
В башкирській літературі в жанрі кулямаса писали М. А. Бурангулов, С.Агиш, Р. Г. Султангарієв та ін.